# Киниги, Сильви
Сильви Киниги (рунди и фр. Sylvie Kinigi; род. 1952) — премьер-министр Бурунди с 10 июля 1993 по 7 февраля 1994, и президент с 27 октября 1993 до 5 февраля 1994, первая и единственная женщина на этом посту.

## Биография
Родилась в 1952 году в семье торговца, представительница этнической группы тутси, третий ребёнок из шести в семье. Её муж (с 1971 года), профессор местного университета, с которым у них было пятеро детей, также тутси. Окончила Университет Бурунди, получив диплом специалиста по экономике и менеджменту, после этого работала в Центральном банке, была государственным служащим. работала в политических организациях тутси, с 1991 года занимала должность советника премьер-министра Адриена Сибомана, сосредоточившись на экономической политике.
Вооруженные конфликты между хуту и тутси происходили и до 1993 года. Но после избрания Мельхиора Ндадайе президентом Бурунди в 1993 году, Киниги 10 июля была назначена на пост главы правительства, что стало частью программы Ндадайе по снижению межэтнической напряжённости. Сразу заявила, что вопрос национального примирения будет для неё приоритетным.
21 октября 1993 года президент Ндадайе и шесть министров правительства были убиты, в стране началась гражданская война.
27 октября вступила в должность президента. Вместе с другими высокопоставленными чиновниками скрылась во французском посольстве, где пыталась переждать хаос. 1 ноября попыталась организовать новую администрацию из оставшихся 15 министров. Её позицию поддержали бывшие президенты Пьер Буйоя и Жан-Батист Багаза.
В январе 1994 года парламент объявил новым президентом бывшего министра сельского хозяйства хуту Сиприена Нтарьямиру (он должен был оставаться на посту до завершения официального срока Ндадайе). Несмотря на недовольство со стороны тутси, поддержала нового президента. Сохраняла свой пост до 7 февраля, когда её заменил Анатоль Каньенкико.
 В обстановке угроз с обеих противоборствующих сторон покинула страну.
В 2004 году работала по программе национального развития ООН.